# Слемские Борки

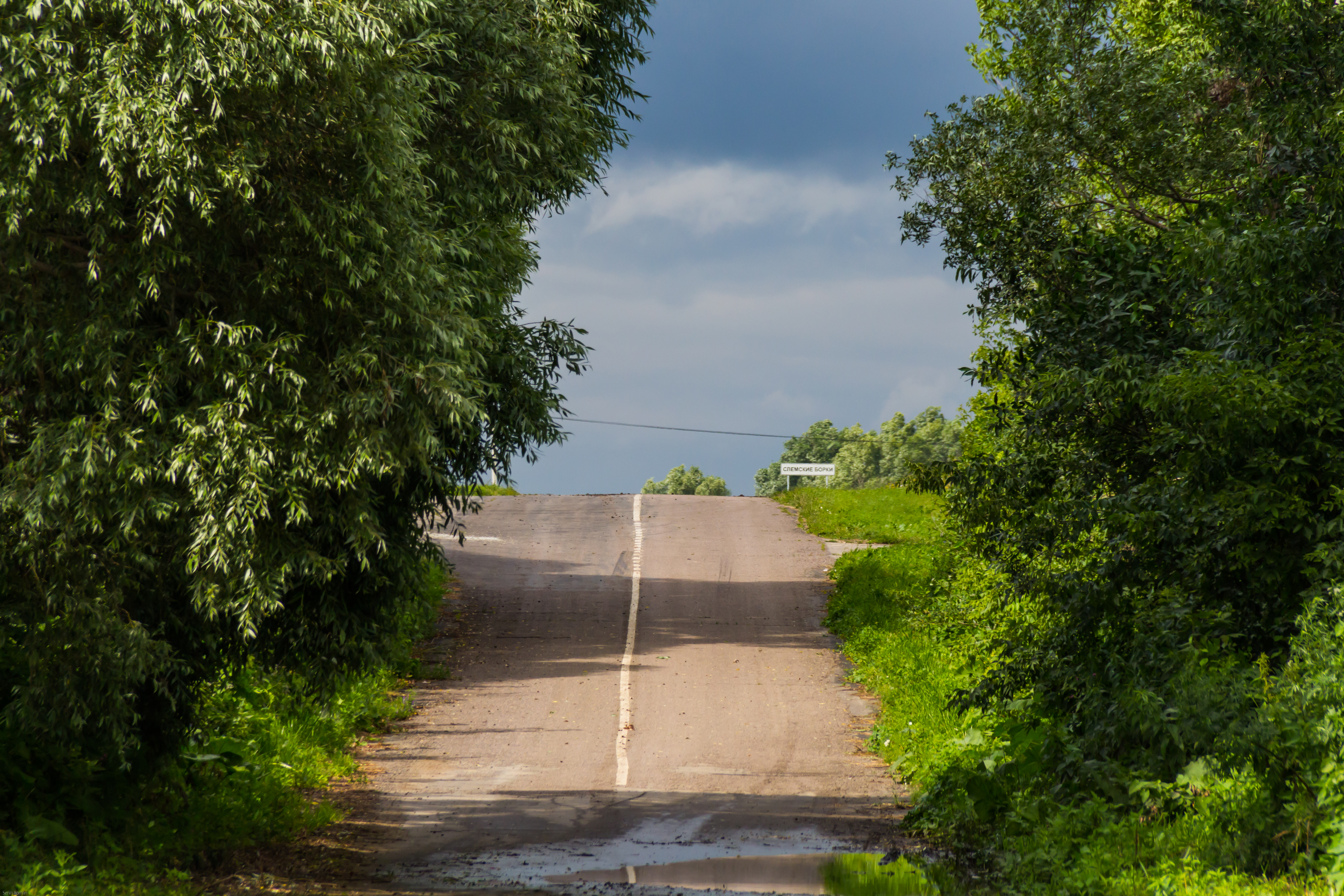
Въезд в деревню

Слёмские Борки — село в городском округе Луховицы Московской области России. До 2017 года относилось к городскому поселению Белоомут.

## Население
| 2002 | 2006 | 2010 |
| ---- | ---- | ---- |
| 31   | ↘25  | ↘11  |

## История
Первые упоминания села Слёмские Борки относятся к XVII веку, возникшее на левом берегу реки Оки возле небольших сосновых лесов. Рыбацкий промысел в этих местах растянулся по Оке и её притокам от реки Цны до реки Угры. Помимо рыбацкого промысла местные жители активно занимались ремеслами и торговлей.
Согласно историческим данным в 1778 году, село относилось к Зарайскому уезду Рязанской губернии. По мере развития промыслов численность населения постоянно росла. Уже на 1859 год количество жителей значилось в 425 человек, а число дворов достигало 56.
В 1896 году в селе появилась и действовала земская школа. К 1906 году численность сильно увеличилась и достигала 953 жителей с 143 дворами (семьями). После революции было создано коллективное хозяйство «Красный октябрь», род деятельности стал преимущественно аграрным, параллельно велось домашнее хозяйство. Первым председателем стал Ф. С. Генералов. Появились здания социального значения — новое кирпичное здание школы, медпункт, функционировала паромная переправа (с двумя паромами).
В послевоенные годы колхозом стал руководить преемник — А. Н. Голованов. Колхоз стал располагать обширным хозяйством: овчарня, свиноферма, конеферма, четыре фермы дойного стада. Также работала кузница, шерстобитня, баня. Действовал сельский клуб. До наших дней сохранилось здание (основание и корпус) водонапорной башни.
В советский период были произведены археологические раскопки, относящиеся примерно к периоду до 1933 года. По сведениям А. А. Мансурова, было найдено местонахождение эпохи неолита, расположенное близ деревни у берегов реки. Были зафиксированы находки каменных орудий.
В постсоветское время, после распада колхоза, число постоянных жителей резко сократилось из-за оттока людей в города. Ещё в 1994 году проживало более 50 человек, в 2006 году значилось лишь 25 человек. Однако в настоящее время село активно используется жителями, особенно в период дачного сезона.

## Достопримечательности
В деревне находилась Казанская церковь (полное название — Церковь Иконы Божией Матери Казанская). Вплоть до революции церковь была действующей православной церковью. Первоначально здание церкви заложено в конце XVII века. После этого церковь постепенно достраивалась и частично перестраивалась. Последнее по времени здание было построено в 1780 году. Церковь выстроена из дерева, имеет пристройку — Михаило-Архангельский придел. Церковь была построена на средства помещицы А. Л. Курбатовой. В 1800 году церковь была перестроена А. С. Исаковой. В советское время в помещении церкви располагался клуб, а в приделе — библиотека, в ней проводили обучение детей — первые четыре класса общего образования. Далее продолжать обучение приходилось в соседней через реку деревне Алпатьево. В конце XX века здание церкви было разрушено, приблизительно в 1995 году.
В селе находится обелиск, посвящённый памяти воинов, погибших в Великой Отечественной войне.